# Nyotaimori
Nyotaimori (japanski: 女体盛り, "ženska tjelesna prezentacija"), ponekad nazivan kao "tjelesni sushi," je običaj konzumacije sashimija ili sushija pri čemu kao tanjur služi žensko tijelo, najčešće bez odjeće. U slučaju da se radi o muškarcu, naziva se Nantaimori. Ta se praksa smatra vrstom sitofilije. 